# Ilha das Flores
Ilha das Flores là một đô thị thuộc bang Sergipe, Brasil. Đô thị này có diện tích 57,62 km², dân số năm 2007 là 8598 người, mật độ 149,22 người/km².